# Жаров, Олег Алексеевич
Жаров Олег Алексеевич (род. 1960) — российский ученый, предприниматель, меценат, коллекционер, создатель культурно-исторического проекта в селе Вятском Ярославской области.

## Биография
В 1983 году закончил Ярославский государственный университет им. П. Г. Демидова по специальности математика. Преподавал математическую экономику в ЯрГУ. Работал в Институте микроэлектроники АН СССР. Автор более 100 научных работ. В 1989 году защитил диссертацию на соискание степени кандидата физико-математических наук в Физико-технологическом институте АН СССР. Создал частную компанию в области микроэлектроники. С 1997 года занимается вопросами экологии и экономики, экологическим предпринимательством. В 2000 году основал группу компаний «Эколлайн» и возглавил совет директоров АНО "НПО «Эколлайн» (профиль — проектирование природоохранных объектов, их строительство и эксплуатация). В 2002 году защитил докторскую диссертацию «Экологическое предпринимательство и экономика России (состояние, проблемы, перспективы)». Редактор и спонсор издания многотомной справочной серии «Современные российские технологии».
С 2008 года реализует проект «Историко-культурный комплекс „Вятское“». В селе Вятское Некрасовского района Ярославской области создал 10 музеев, выкупил и отреставрировал около 30 памятников архитектуры (в том числе на продажу, привлекая в село новых жителей), привел в порядок источники, построил три гостиницы и в итоге создал в селе современный туристский кластер. В историко-культурный комплекс «Вятское» вложено около 25 миллионов долларов. Комплекс не дотируется из доходов его основного бизнеса. «Вятское» стало самоокупаемым проектом, который живёт благодаря туристам. Ведётся краеведческая и издательская работа. На базе «Вятского» проходят конференции и семинары, посвященные развитию туризма, музейного дела, вопросам современного искусства. В селе ежегодно проводятся фестивали «Провинция — душа России», «Дни Н. А. Некрасова в Вятском», организуются массовые гуляния на Новый год, Масленицу и другие праздники. Возрождаются традиции местных народных промыслов и известного досоветского местного бренда — «вятских» огурцов. Туристический поток составляет около 100 000 посетителей в год.
Как автору проекта в 2012 году ему вместе с музейным работником Еленой Анкудиновой и художником Николаем Мухиным была присуждена Государственная премия РФ в области искусства и культуры за вклад в возрождение и развитие традиционных культурных и исторических ценностей.
В 2015 году Историко-культурный комплекс «Вятское» имени Е. А. Анкудиновой" получил Гран-при на главном музейном фестивале страны «Интермузей-2015». Министерство культуры России вручило ему премию «Меценат года — 2015».
В 2015 году организовал Музей современного искусства «Дом муз» в центре Ярославля (особняк Бибикова). На базе музея проводятся выставки современного искусства, интерактивные программы, квесты, лектории, мастер-классы, семинары, познавательные экскурсии, театрализованные экскурсии, творческие встречи, кинопоказы.
Выкупил усадьбу Наумовых в Рыбинске и создает в ней музей.
29 декабря 2019 года открыл в Ярославле Мультимедийный музей Новой хронологии, проект которого вызвал живое обсуждение и острую критику.
В 2021 г. меценат занялся реставрацией Гостиного двора в Ростове. Срок окончания работ — ноябрь 2021 г.